# Carea argentiviridis
Carea argentiviridis är en fjärilsart som beskrevs av Holloway 1976. Carea argentiviridis ingår i släktet Carea och familjen trågspinnare. Inga underarter finns listade i Catalogue of Life.